# Bede Anna tartozása
A Bede Anna tartozása Mikszáth Kálmán novellája, a Jó palócok novellás kötetben jelent meg 1882-ben.

## Jellegzetességei
A jó palócok novellái az író szülőföldjén játszódnak, így a Bede Anna tartozása című novella is. Ezek a történetek bemutatják a palócok mindennapi életét, babonáikat, paraszti szemléletüket és értékrendjüket. Ebből következik, hogy ezekben az írásokban Mikszáth gyakran a kívülről szemlélő és mindent tudó elbeszélő szerepét veszi fel. Hogy bemutassa a szereplők érzelmeit, lelkivilágát, a szabad függő beszédet alkalmazza. Nagy előszeretettel használja a sűrítést, balladás hangulatot, sejtelmességet.

## Történet
Bede Erzsi, a történet főszereplője naiv, egyszerű falusi kislány. Nővérét, Annát a bíróság orgazdaság vétsége miatt félévi börtönbüntetésre ítélte, azonban Anna meghal, és így nem tudja letölteni az ítéletben kiszabott büntetést. Az elhunyt Anna húga, Erzsi és családja babonásan féltve a lány lelki üdvét, elhatározzák, hogy átvállalják az Annára kiróttakat. Erzsi leüli a büntetést, az anyja kifizeti a kárt. A bíróság elnöke nem akarja kiszabni a büntetést, megsajnálja a szép, kedves és rokonszenves Erzsit, és kegyes hazugságként közli vele, hogy a nővére ártatlan volt.